# Copaifera epunctata
Copaifera epunctata é uma espécie de legume da família Leguminosae.
Apenas pode ser encontrada no Suriname.